# Emilia fosbergii
Emilia fosbergii là một loài thực vật có hoa trong họ Cúc. Loài này được Nicolson mô tả khoa học đầu tiên năm 1975.